# Kuřim (zámek)
Zámek Kuřim se nachází na západním okraji města Kuřim v okrese Brno-venkov. Komplex budov tvoří renesanční, tzv. Starý zámek z konce 16. století a novorenesanční Nový zámek z konce 19. století, propojených budovou kočárovny. Soubor je chráněn jako kulturní památka.

## Historie a popis
Snad od 14. století zde stála tvrz, názory na její přesnou lokalizaci se různí. Stavebněhistorický průzkum J. Eliáše určil za dochovanou budovu tvrze větší část východního křídla Starého zámku, archeologický průzkum L. Belcrediho naopak považuje za zbytky tvrze základy, které archeologové nalezli ve sklepech jižního křídla. Obě možnosti se přitom vzájemně nevylučují. Tvrz je poprvé zmiňována až v roce 1547, kdy Kuřim s tvrzí získalo od dědiců zemřelého Zikmunda Nekeše z Landeka město Brno, které sem přemístilo správu městských statků. Protože původní tvrz prostorově nevyhovovala, byla nahrazena trojkřídlým jednopatrovým renesančním zámkem, který v letech 1592–1594 postavil Antonio Paris. Na nádvorní straně jižního křídla byla vytvořena arkádová lodžie, dvůr byl na severní straně uzavřen zdí, za kterou se nacházely hospodářské budovy. V 18. století byla k západnímu křídlu přistavěna kočárovna.

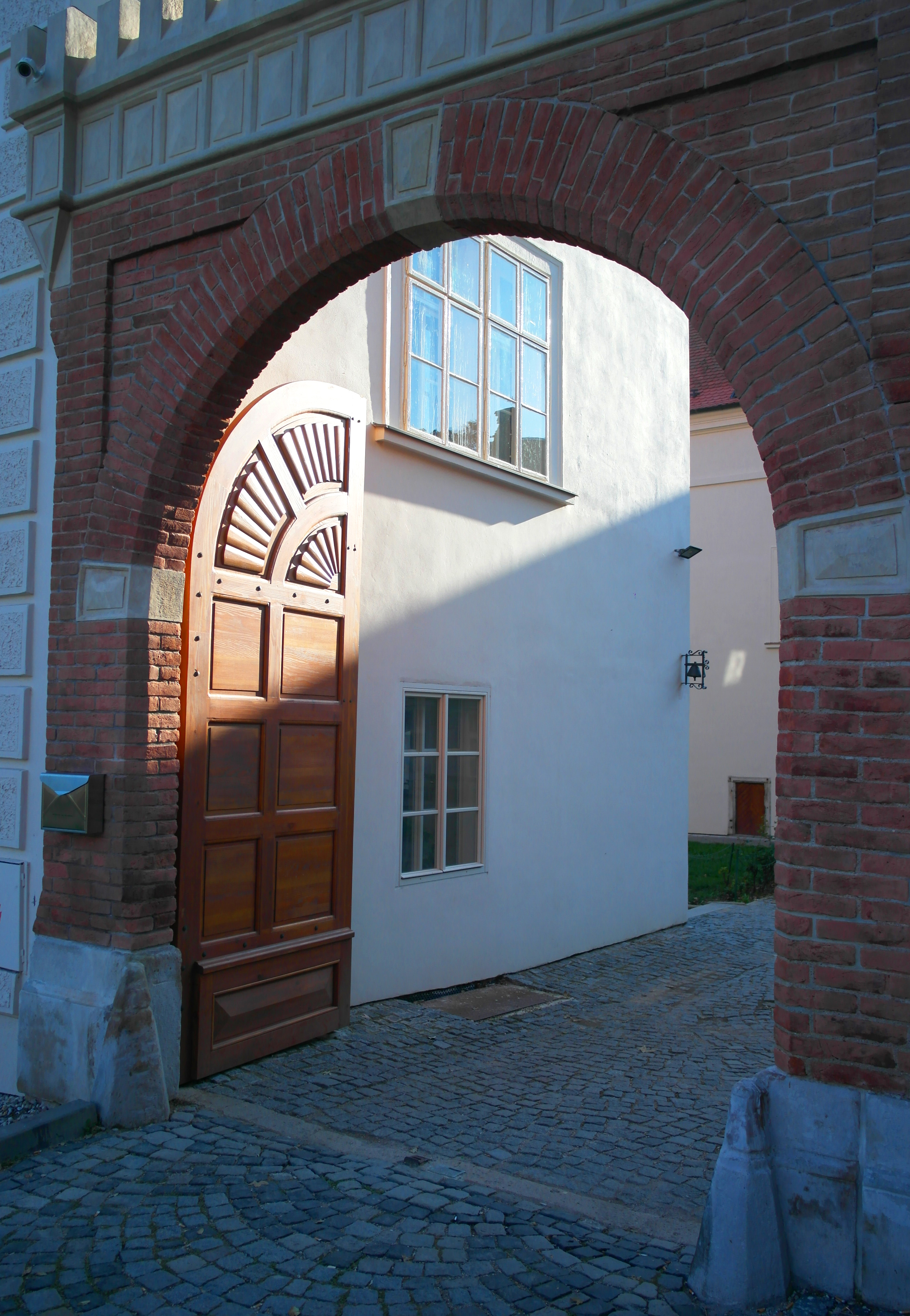
Portál brány kuřimského zámku

Správa brněnských statků zůstala na kuřimském zámku do roku 1884, poté zde byl umístěn městský dívčí sirotčinec. Pro rozšíření kapacity byl v letech 1888 a 1889 postaven tzv. Nový zámek, který je dlouhým západním spojovacím křídlem na místě kočárovny napojen na západní křídlo Starého zámku. Historizující Nový zámek byl postaven jako upravená zrcadlová kopie původní stavby, jedná se o trojkřídlou budovu, oproti renesančnímu zámku ovšem s velmi krátkými bočními křídly. Severní křídlo, které tvoří čelo nádvoří, disponuje v přízemí arkádovou chodbou. Podlouhlý dvůr mezi oběma stavbami je z východní strany uzavřen zdí.
Od roku 1923 sídlil v zámku zemský ústav pro kojence a kojící matky, od roku 1948 domov mládeže a od roku 1951 zde působí Střední odborná škola a Střední odborné učiliště Kuřim, která také objekt vlastní. Bývalá konírna byla využívána i jako galerie současného umění, v suterénu zámku funguje kavárna.
V roce 2017 vznikla v bývalé galerii stálá výstava o historii města. Je zde mj. vystaven model kuřimského zámku v jeho renesanční podobě, který je vyrobený na 3D tiskárně, smírčí kámen objevený ve zdi kuřimského kostela nebo kostra z hrobu z doby kamenné, jenž se našel na území města.